# لويس هوراسيو جوميز غونزاليس
لويس هوراسيو جوميز غونزاليس (بالإسبانية: Luis Horacio Gómez González)‏ هو كاهن كاثوليكي كولومبي، ولد في 18 أكتوبر 1958، وتوفي في 17 أبريل 2016.